# 갈 (단위)
갈(gal)은 갈릴레오 갈릴레이의 이름을 따 갈릴레오(galileo)라고도 부른다. 중량법에서 가속도의 크기 단위에 흔히 사용된다. 1갈은 1cm/s², 0.01m/s²과 같다. SI 단위계에 속해있지 않은 비공식 단위이다.

## 같이 보기
- 지구의 중력
- 외트뵈시 (단위)
- 중력측정
- 중력
- 중력 상수
- 중력장